# Tom Erling Kårbø
Tom Erling Kårbø (4 de febrero de 1989) es un deportista de Noruega que compite en atletismo. Ganó una medalla de oro en el Campeonato Europeo de Atletismo por Equipos de 2019, en la prueba de 3000 m obstáculos.